# San Martiño de Mondoñedo
San Martiño de Mondoñedo (gallec) o San Martín de Mondoñedo (castellà) és una basílica al municipi de Foz (Lugo, Galícia); és considerada com la catedral més antiga d'Espanya, ja que al segle ix va ser seu de dos bisbats del regne de Galícia: un traslladat des de la bisbat de Dume, en el districte de Braga (Portugal), i un altre traslladat des de Bretoña, a la província de Lugo. L'edifici actual és romànic de finals del segle xi i els potents contraforts són obra del segle xviii. Des de l'any 1931 està catalogada com a BIC i en el 2007 va obtenir la categoria de basílica. les pintures descobertes a la basílica es consideren els més antics i importants frescos de lart romànic de Galícia.
Al costat de la basílica hi ha la font de Zapata. Segons la llegenda en aquest lloc el bisbe Sant Gonzalo va tirar una sabatilla i va brollar-ne aigua, la qual es considera que té propietats miraculoses.
Actualment serveix com a temple parroquial i també alberga el Museu Parroquial de San Martiño de Mondoñedo.

## Història
La història d'aquesta seu va començar al segle vi quan un grup de cristians van arribar fugint dels anglosaxons des de la província romana de Britania i es van establir a Galícia. Van fixar la seva capital a Bretoña i van fundar un bisbat que va arribar a tenir gran influència, participant regularment als Concilis de Toledo. El lloc d'aquest bisbat es trobava entre Meira i Mondoñedo, a la província de Lugo. Se sol identificar amb l'actual parròquia de Santa María de Bretoña, municipi d'A Pastoriza (Lugo).
Més tard, l'any 866, el bisbat de Dume va haver d'abandonar la seva seu a causa de la conquesta musulmana i es refugià en un lloc anomenat Mendunieto, el lloc actual de la Basílica, i que amb el temps derivaria al nom a San Martiño de Mondoñedo.
Però a mitjan segle ix els vikings van destruir Bretoña després de la batalla de Fornelos i el bisbat va haver de traslladar-se al que després seria San Martiño de Mondoñedo, lloc ofert pel rei Alfons III per fundar un monestir i com a seu episcopal doble (dumiense de Dume i britoniense de Bretoña) i el primer bisbe de la qual va ser Sabarico. Recerques recents, basades en cites de diverses fonts, fan suposar que ja existia en el lloc un vell monestir anomenat Màxim.

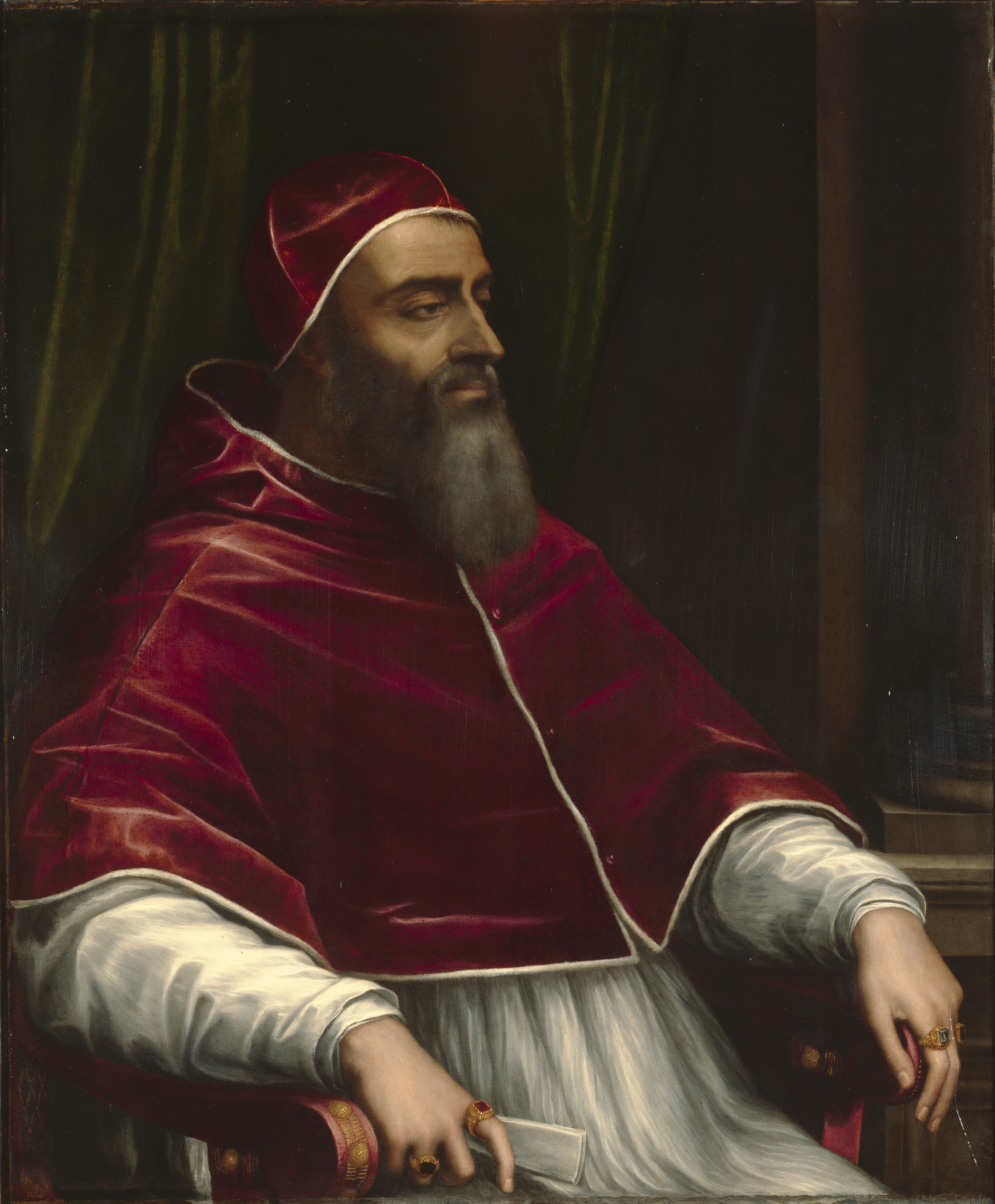
Climent VII

Després del bisbe Sabarico, aquesta seu va tenir altres 14 bisbes entre els quals Rossend (que seria sant Rossend, fundador del monestir de Celanova), durant els anys 923 a 942, i Gonzalo, a partir del 1071 fins al 1112, bisbe molt popular i tingut per sant entre els fidels, que havia estat abat en el monestir de Sahagún. En el museu parroquial es conserva el seu sepulcre i el seu anell pastoral d'or, que té una pedra de quars enfilada per quatre petits caps d'au amb uns diamants als ulls, la inscripció dels quals diu: Nolo esse datus neque venundatos (no vull ser donat ni venut)
També es troba en el museu el seu bàcul, una vara de fusta d'1,45 m unit a una voluta de coure daurat de 10 cm que acaba en un cap d'animal. Explica la llegenda que el bisbe Gonzalo va aconseguir amb les seves pregàries que fracassés una incursió de pirates a la ria de Foz.
Posteriorment l'any 1112 la reina Urraca va fer traslladar la seu episcopal a Vilamaior do Val de Brea, o Vallibria, i que amb el temps va canviar el nom pel de Mondoñedo, en record de l'antiga seu.
Després d'aquest trasllat, a San Martiño van ser substituïts els primitius monjos per canonges regulars de Sant Agustí, que van romandre-hi fins al 1534, quan el Papa Climent VII va agregar aquest priorat a la catedral de Mondoñedo i va ordenar que a San Martiño de Mondoñedo quedessin tants clergues com canonges regulars de Sant Agustí. Aquesta mesura arribava des de Roma per evitar els abusos que els abats comendataris venien cometent, ja que en els últims anys l'abat de San Martiño era també dignitat de la Catedral de Lleó, triant aquesta ciutat com a residència i desatenent per tant les seves obligacions en el monestir, els canonges del qual en veure's sense direcció van viure de manera poc ortodoxa.

## Arquitectura
Davant de la portada oest es troba la casa del prior, que avui és una casa particular. La casa rectoral està al sud, en uns edificis que van ser dels canonges regulars. Encara més al sud es troba l'antic hospital del monestir, utilitzat avui per gent particular.

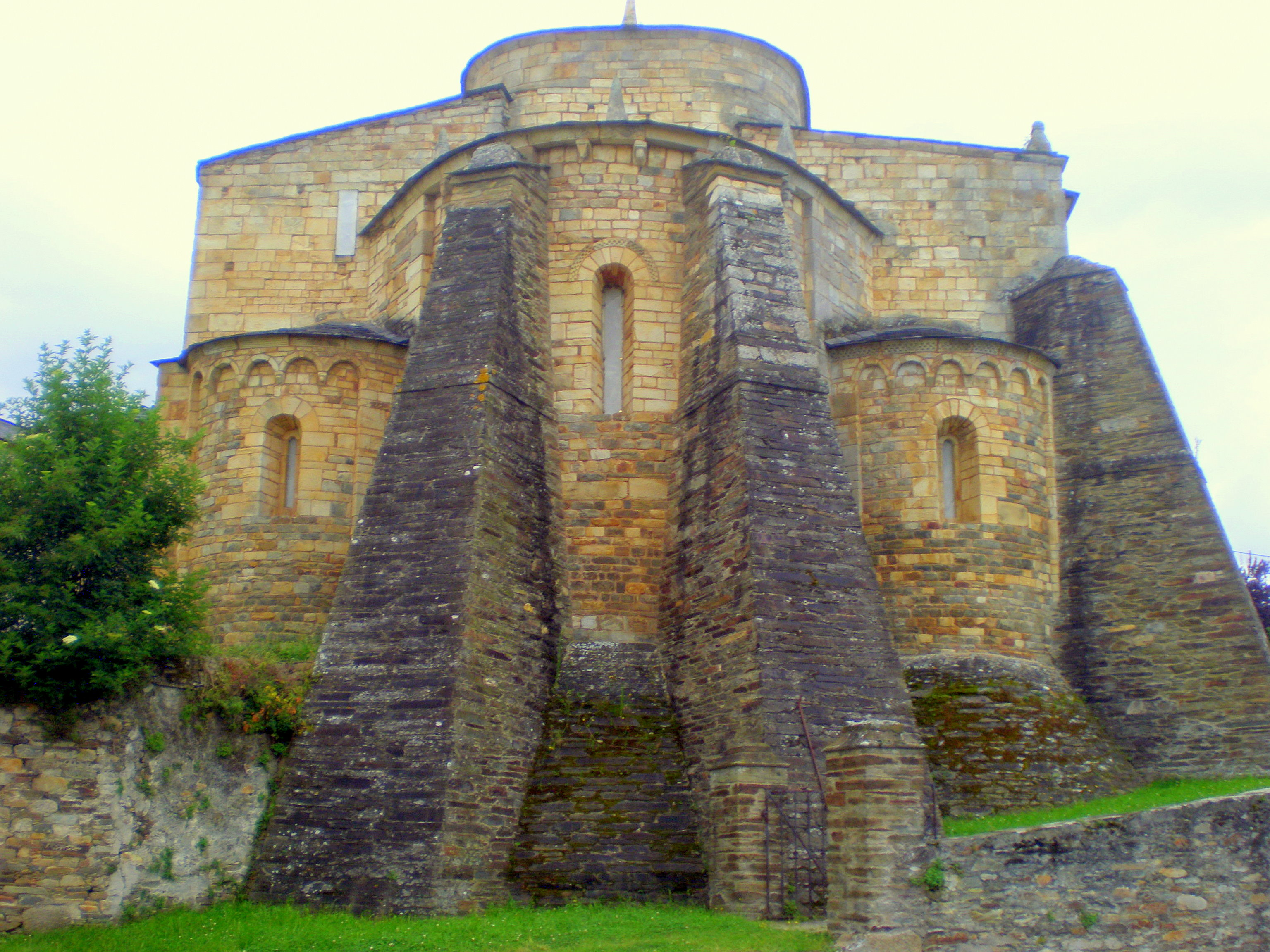
Les tres naus amb creuer i els tres absis semicirculars de la capçalera.

Pel que fa a l'església té elements arquitectònics dels segles X, XI i XII. És de planta basilical amb tres naus i els seus tres absis semicirculars, on poden apreciar-se les bandes i les arcuacions cegues de factura llombarda. El central està dividit per tres faixes verticals amb finestres en cada tram adornades amb un escacat. Disposa de creuer i cimbori el tambor del qual té l'originalitat de ser rectangular amb les cantonades arrodonides. Les naus estan separades per tres parells de pilars, amb columnes adossades als quals estan més propers al creuer. Les naus laterals reben la llum de les obertures atrompetades; la nau central es cobreix amb teulada de fusta a dues aigües.

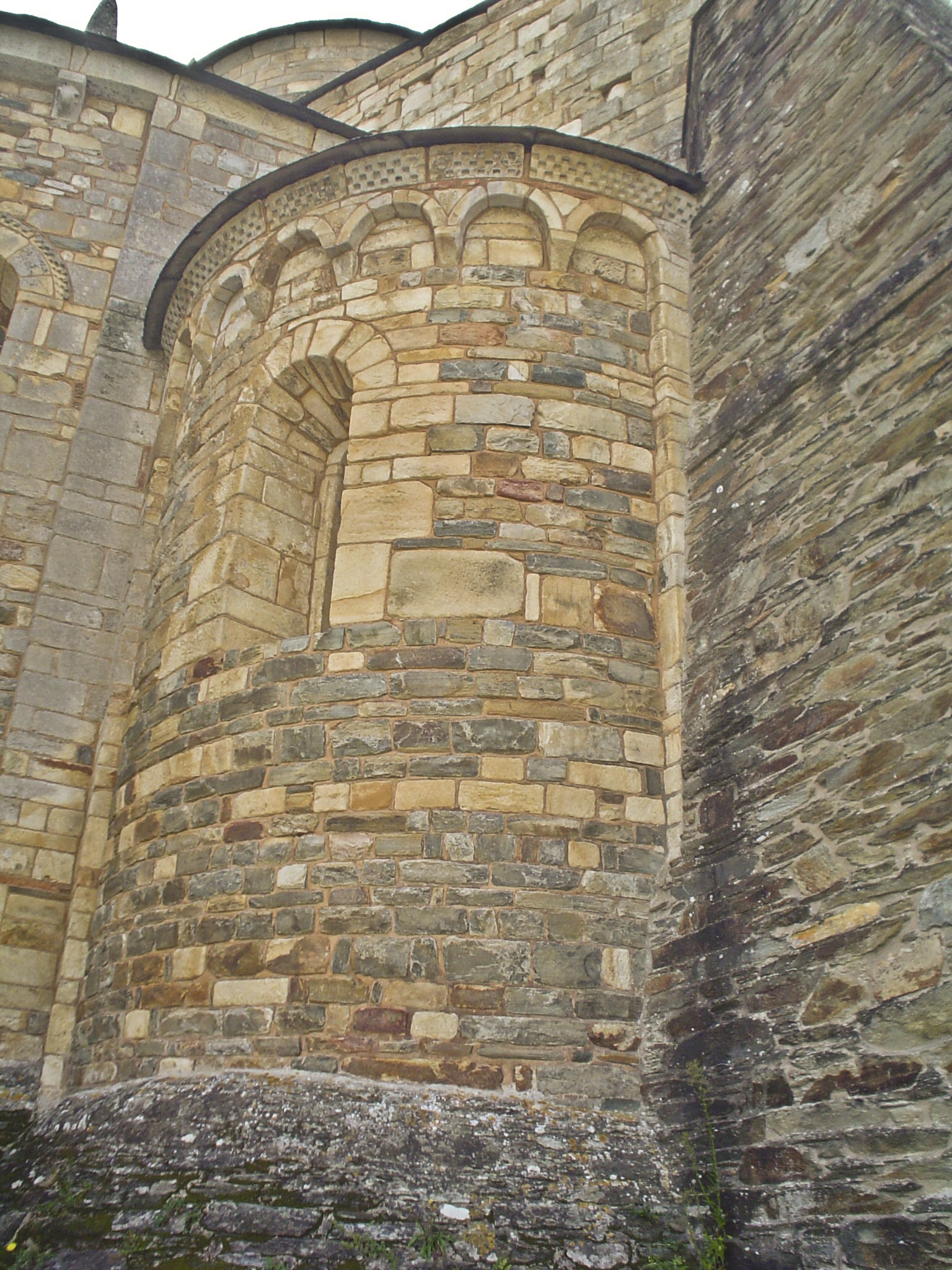
Escacat i arcs llombards

A l'edifici poden apreciar-se les tres etapes constructives:
- Primera etapa, del segle x, a la qual correspon el mur sud i part del mur nord. En aquest mur s'obren tres obertures atrompetades i una porta amb arc de ferradura reutilitzada del temple primitiu (tapiada en l'actualitat), més una altra porta que serveix d'entrada. En el mur sud es conserven mènsules on es recolzaven les bigues del claustre de l'antic monestir. Aquesta primera etapa és la construcció realitzada pel bisbe Rossend, sobre una molt més antiga.
- Segona etapa, del segle xi, època ja romànica, a la qual correspon la part central, amb l'arc triomfal i els absidiols, més el cimbori sobre tambor rectangular i angles arrodonits, element molt original que pot apreciar-se perfectament tant a l'interior del temple com des de l'exterior. Els capitells d'aquesta zona, així com la placa gravada que es troba sobre l'altar a manera de retaule, corresponen a escultors de molt bon mestratge. Representen temes historiats com la paràbola del ric Epuló o el degollament de Joan Baptista, temes relatius al pecat, el més representatiu és el de la luxúria, i temes de caça, animals i vegetals.
- Tercera etapa, del segle xii, a la qual corresponen l'absis central i la façana oest, enquadrada entre la torre i el contrafort oposat. També a aquest segle corresponen els permòdols dels murs de les naus.

A més, en les obres de restauració realitzades en aquesta basílica en els primers mesos de 2008 es van posar al descobert unes pintures murals, molt deteriorades, que van ser catalogades com els frescs romànics més antics de Galícia, datats al segle xii.
Durant l'Edat Mitjana, aquestes pintures van ser cobertes per successives capes de calç, pràctica habitual en el manteniment de les esglésies de l'època.

### Façana de l'oest

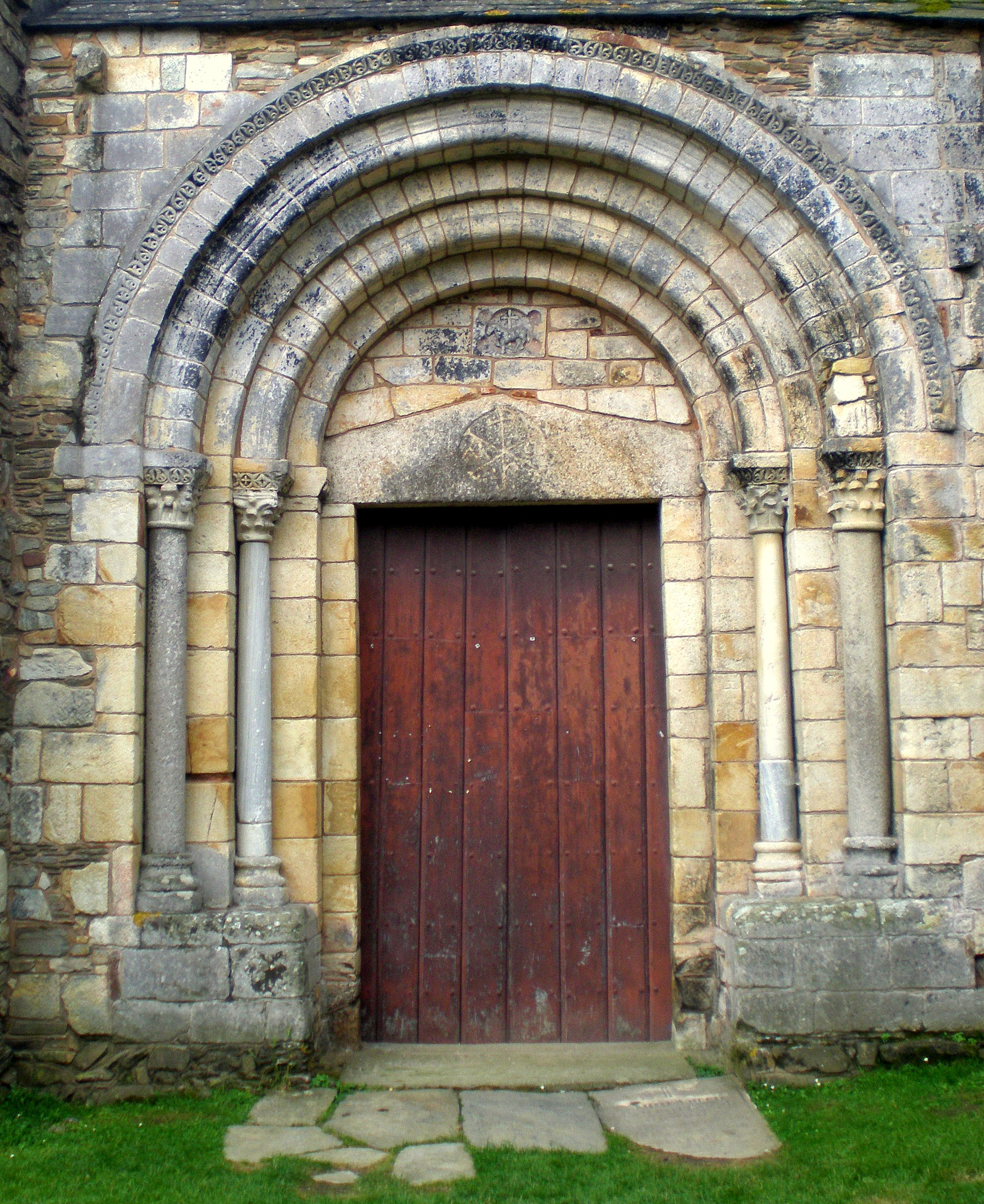
Façana de l'oest

Correspon en construcció al segle xii, encara que té algun element de l'obra anterior, com la rosassa tetrafoliada i cega que hi ha en el vèrtex.
Consta de cinc arquivoltes, tres d'aresta que es recolzen en els sortints del mur i dos que es recolzen sobre dos parells de columnes, les exteriors fets en pedra de la zona i les interiors de marbre, aquestes últimes possiblement procedents de l'antic temple. Els capitells de les columnes són senzills, tres tenen adorns de fulles lleugerament nervades i l'altre caps d'animals que semblen ser micos. Dos d'ells són molt antics, remuntant-se al segle vi, ja que poden ser peces visigodes reutilitzades.
El timpà és molt interessant i de gran valor. Està format per una peça allindanada amb forma pentagonal, que al centre té un relleu amb un crismó de sis braços de tipus navarro, i completa el semicercle un conjunt de carreus. Sobre el crismó, en el carreu central de major grandària, hi ha un Agnus Dei inscrit en un cercle tetralobulat, la creu del qual es recolza en la pota del xai. És un tema molt repetit al llarg del romànic rural gallec.
En la part superior de la façana es troba una petita finestra, i al seu costat està la torre campanar de dos cossos dels segles XV i xviii, que en la seva part superior té una petita cúpula.

### Retaule de l'absis

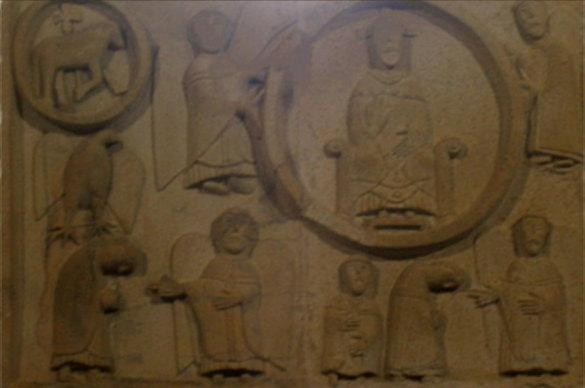
Retaule

És un petit retaule fet en pedra amb baixos relleus que mesura 1,40 m d'ample per 0,80 m d'alt. La figura principal és Crist, assegut en un tron anomenat scamnum (escó, banc o escambell) o faldistori, amb un nimbe en forma de creu i en actitud de beneir, situat dins d'un cercle que sostenen dos àngels de grans ales, vestits amb alba i casulla el de l'esquerra i amb alba i capa llarga el de la dreta. En l'angle superior esquerre hi ha un altre cercle més petit que envolta un Agnus Dei amb una creu de tipus asturià, és a dir una creu grega que s'eixampla en els extrems; es recolza en un pal. Sota aquest cercle hi ha una àguila, motiu que es repeteix en algun dels capitells.
Sota aquestes figures es distribueixen al llarg cinc personatges: sota el disc gran hi ha dos àngels vestits amb casulla i alba, amb la mà esquerra sobre el pit i la dreta assenyalant a altres dos personatges que tenen al seu costat i que estan de perfil amb el cap molt inclinat, l'un amb casulla i l'altre amb capa. Al centre d'aquesta escena hi ha una altra figura de front, vestida amb capa.
Els historiadors no es posen d'acord a desxifrar el sentit d'aquesta narració, encara que l'opinió més generalitzada és que es tracti d'una cerimònia episcopal.